# Moturemu Island
Moturemu Island ist eine kleine Insel im Kaipara Harbour auf der Nordinsel von Neuseeland.

## Geographie
Die Insel befindet sich im südlichen Teil des Kaipara Harbour, in den Übergängen des Tauhoa River und des Hoteo River zum Kaipara Harbour. Wellsford als nächstgrößerer Ort liegt rund 18 km in nordöstlicher Richtung und Warkworth tut dies im Osten in einer Entfernung von rund 23 km. Die rund 5,4 Hektar große Insel erstreckt sich über rund 590 m in Westsüdwest-Ostnordost-Richtung und misst an der breitesten Stelle rund 230 m in Nordnordwest-Südsüdost-Richtung. Die höchste Erhebung der Insel befindet sich mit 46 m an der Nordwestseite des Eilands.
Da sich die Insel im Verlandungsgebiet der beiden Flüsse befindet, laufen Teile um die Insel herum bei Ebbe trocken. In diesen Teilen wachsen zum Teil Büsche und Bäume, die sich den Gezeiten angepasst haben. Das Einzugsgebiet der Insel umfasst bei Ebbe dann rund 19 Hektar.